# 바람의 크로노아
《바람의 크로노아》(일본어:  風のクロノア[*]) 시리즈는 남코에서 개발한 게임 시리즈이다.

## 시리즈의 특징
비치 발리볼 게임인 크로노아 Beach Volleyball과 2D RPG형식의 크로노아 히어로즈: 전설의 스타메달을 제외하면, 모두 횡스크롤 형식의 게임이다. 상하좌우 이동이 기본이지만, 3D 그래픽을 사용한 일부 게임에서는 앞과 뒤의 개념도 포함되어 있다. 이러한 조작법을 가지는 게임들은 모두 1인용이며, 예외적으로 바람의 크로노아 2 ~세계가 갈망한 분실물~만이 2인 협력 플레이를 지원한다.

## 게임 플레이

### 횡스크롤 조작법을 가지는 게임
횡스크롤 조작법을 가지는 게임들은 공통적으로 크로노아가 가진 링의 힘으로 '바람의 구슬'을 발사하여 적을 잡아 다양하게 활용하는 방식으로 되어 있다. 이를 이용하여 문제를 해결하는 방법을 찾아내는 것이 게임의 주된 요소이다.

## 게임 목록
- 바람의 크로노아 door to phantomile (1997) : 플레이스테이션
  - (이식) 남콜렉션(NamCollection) 중 (2005) 플레이스테이션 2
  - (이식) (2008) iアプリ
  - 바람의 크로노아 door to phantomile (일본:2008, 외 2009) : Wii
- 바람의 크로노아: Moonlight Museum (1999) : 원더스완
- 바람의 크로노아 2 ~세계가 갈망한 분실물~ (2001) : 플레이스테이션 2
- 바람의 크로노아: 꿈꾸는 제국 (2001) : 게임보이 어드밴스
- 바람의 크로노아: 드림 챔프 토너먼트 (2002) : 게임보이 어드밴스
- 크로노아 히어로즈: 전설의 스타메달 (2002) : 게임보이 어드밴스
- 크로노아 Beach Volleyball (2002) : 플레이스테이션